# Саля (річка)
Саля́ (рос. Саля) — річка в Росії, ліва притока Лози. Протікає територією Красногорського та Ігринського районів Удмуртії.
Річка починається за 1 км на південний захід від присілка Велика Ігра. Протікає спочатку на північний схід, біля колишнього присілка Чемошурка повертає на південний схід, а вже на території Ігринського району повертає на схід. Впадає до Лози на північній околиці селища Ігра. Береги річки на всьому протязі заліснені, долина широка, русло звивисте. Приймає багато дрібних приток, найбільшими серед яких є праві Сюрзя і Мура. Біля колишнього присілка Чемошурка створено ставок площею 0,46 км².
Хоча річка і має значну протяжність, але над нею розташовано лише присілок Велика Ігра Красногорського району.